# Eugenia Pogan
Eugenia Pogan (ur. 15 września 1919 w Krakowie, zm. 28 listopada 2007 tamże) – polska uczona, cytolożka i embriolożka roślin, współtwórczyni i kontynuatorka krakowskiej szkoły cytologicznej. Profesorka Uniwersytetu Jagiellońskiego, uhonorowana przez Słowackie Towarzystwo Botaniczne medalem Holuby’ego.

## Życiorys
Urodziła się 15 września 1919 roku w Krakowie jako Eugenia Banach. W 1937 roku zdała maturę i rozpoczęła studia na Wydziale Filozoficznym Uniwersytetu Jagiellońskiego. Naukę przerwał jej wybuch II wojny światowej. W czasie okupacji niemieckiej pracowała w biurze Powiatowego Związku Cechów Rzemieślniczych w Krakowie. Na studia na Uniwersytecie Jagiellońskim wróciła po wojnie i ukończyła w 1948 roku z tytułem magistra filozofii w zakresie botaniki. Od 1947 roku aż do przejścia na emeryturę w 1989 roku pracowała w Katedrze Anatomii i Cytologii Roślin UJ. Tam w 1950 r. uzyskała stopnień naukowy doktora na podstawie rozprawy pt. „Badania cyto-ekologiczne nad polskimi gatunkami rodzaju Cardamine”, napisanej pod kierunkiem Marii Skalińskiej. Następnie w 1962 uzyskała habilitację na podstawie pracy pt. „Odrębność gatunkowa i próba wyjaśnienia genezy Alisma lanceolatum With.”. Pracowała w Instytucie Botanicznym UJ, późniejszym Instytucie Botaniki, początkowo jako asystent i kolejno adiunkt, docent, profesor nadzwyczajny (od 1973) i profesor zwyczajny (1983). W 1964 r. przejęła po profesor Marii Skalińskiej kierowanie Katedrą Anatomii i Cytologii Roślin (po 1970 Zakład Cytologii i Embriologii Roślin). W latach 1966–1969 była prodziekanem Wydziału Biologii i Nauk o Ziemi UJ. W latach 1971–1973 i 1976–1981 pełniła funkcję dyrektorki Instytutu Botaniki UJ. 
Zmarła w 2007 roku w Krakowie.

## Działalność naukowa
Jej zainteresowania naukowe koncentrowały się wokół zagadnień z zakresu cytotaksonomii i embriologii roślin okrytonasiennych. Badała cytologiczne mechanizmy specjacji oraz zróżnicowanie wewnątrzgatunkowe roślin. Początkowo pod kierunkiem profesor Marii Skalińskiej, a później samodzielnie, organizowała i uczestniczyła w zespołowych pracach nad kariologią flory polskiej. W pracach nad rodzajami Cardamine, Dentaria, Parnassia i Sedum publikowała wiele nowych danych o cytologii, pochodzeniu i ewolucji badanych taksonów. W monograficznym opracowaniu rodzaju Alisma uwzględniła okazy z całego obszaru jego występowania. Było to możliwe dzięki uzyskaniu w latach 1961–1962 stypendium Fundacji Rockefellera na staż naukowy w Zakładzie Biosystematyki Uniwersytetu w Montrealu, w którym pracowała pod kierunkiem prof. Askela Löve. Po raz pierwszy odkryła w rodzaju Alisma mieszańce międzygatunkowe i udokumentowała rolę poliploidyzacji i zmian strukturalnych chromosomów w ewolucji rodzaju.
Przejęła po prof. Marii Skalińskiej kierownictwo tzw. krakowskiej szkoły cytologii i embriologii roślin, wychowując kilka pokoleń adeptów tych specjalności. Była promotorką sześciu przewodów doktorskich.

## Członkostwo
Była członkinią licznych krajowych i zagranicznych towarzystw naukowych oraz:
- Komitetu Biologii Ewolucyjnej i Teoretycznej PAN (od 1974 r.),
- Komisji Biologicznej Oddziału Krakowskiego PAN (od 1963),
- komitetu redakcyjnego „Acta Biologica Cracoviensia Series Botanica” (od 1978),
- komitetu redakcyjnego „Evolutionary Trends in Plants” (1988–1990).

## Nagrody i odznaczenia
Za wybitne zasługi w rozwoju nauki i działalności dydaktycznej była wielokrotnie nagradzana, m.in.: 
- Złotym Krzyżem Zasługi,
- Krzyżem Kawalerskim Orderu Odrodzenia Polski,
- Medalem Komisji Edukacji Narodowej,
- medalem za działalność w Olimpiadach Biologicznych.

W 1999 roku otrzymała medal Holuby’ego przyznany jej przez Słowackie Towarzystwo Botaniczne dla uhonorowania wybitnego wkładu w rozwój wiedzy botanicznej.

## Wybrane publikacje
Opublikowała ponad 100 prac naukowych, w tym 53 prace oryginalne, m.in.:
- Eugenia Banach, Studies in karyological differentation of Cardamine pratensis L. in connection with ecology, „Acad. Pol. Sci. Lett., Ser. B.: Sci. Nat.”, 1950, 1950, s. 197-211.
- Eugenia Pogan, Cardamine impatiens, C. amara, C. opizii, C. trifolia, C. hirusta, C. flexousa, C. pratensis, [w:] Maria Skalińska, Studies in chromosome numbers of Polish Angiosperms, „Acta Soc. Bot. Pol.”, 20, 1950, s. 45-68. typ?
- Eugenia Banach-Pogan, Karyological studies in species of Dentaria L. occuring in Poland, „Acta. Soc. Bot. Pol.”, 24, 1954, s. 275-286.
- Eugenia Banach-Pogan, Cytological studies in three species ofthe genus Sedum L., „Acta. Biol. Cracov., Ser. Bot.”, 1, 1958, s. 91-101.
- Eugenia Banach-Pogan, Karyological studies in Alisma L. The origin and the karyotype evolution of A. lanceolatum With., „Acta. Biol. Cracov., Ser. Bot.”, 5, 1962, s. 1-28.
- Eugenia Pogan, Embriological studies in atriploid hybrid Alisma, „Acta. Biol. Cracov., Ser. Bot.”, 8, 1965, s. 11-19.
- Maria Skalińska i inni, Further studies in chromosome numbers of Polish Angiosperms, cz.9, „Acta Biol. Crac. Ser. Bot.”, 14, 1971. unikaj i inni Brak numerów stron w czasopiśmie
- Maria Skalińska, Eugenia Pogan, A list of chromosome numbers of Polish Angiosperms. I, „Acta Biol. Crac. Ser.”, 16, 1973. Brak numerów stron w czasopiśmie
- Maria Skalińska i inni, Further studies in chromosome numbers of Polish Angiosperms, „Acta Biol. Crac. Ser. Bot.”, 1978. unikaj i inni Brak numerów stron w czasopiśmie
- Eugenia Pogan, H. Wcisło, A list of chromosome numbers of Polish Angiosperms. II, „Acta Biologica Cracoviensia”, 25, 1983, s. 103-172.